# 元小山川
元小山川（もとこやまがわ）は、埼玉県北部を流れる一級河川である。

## 地理
源流は児玉郡上里町神保原町場川石上橋付近）である。流路は本庄台地の北縁に沿いながら東へ流れ本庄市街を貫通する。途中浄水場、本庄ふるさとフラワーパーク、若泉運動公園、本庄市役所のそばを流下し、深谷市西田地先合流する。用排水兼用の水路でもある。

## 歴史
現在の元小山川はかつて小山川と呼ばれていた（現在の小山川は身馴川と呼ばれていた）。水源は元来湧水であったが、現在は枯渇している。したがって河川水量は少なく、現在の主な水源は生活排水と御陣場川からの導水である。湧水枯渇の原因として、周辺の都市化により、雨水の地下への浸透量が低下した可能性が指摘されている。
若泉公園内より流れる水路は旧元小山川と呼ばれ、河川改修により捷水路に付け替えられて廃川となった元小山川の流路跡である。
また、かつて傍示堂地区で北に分岐する流れがあり、小和瀬地区で備前渠用水に合流していた。

## 環境

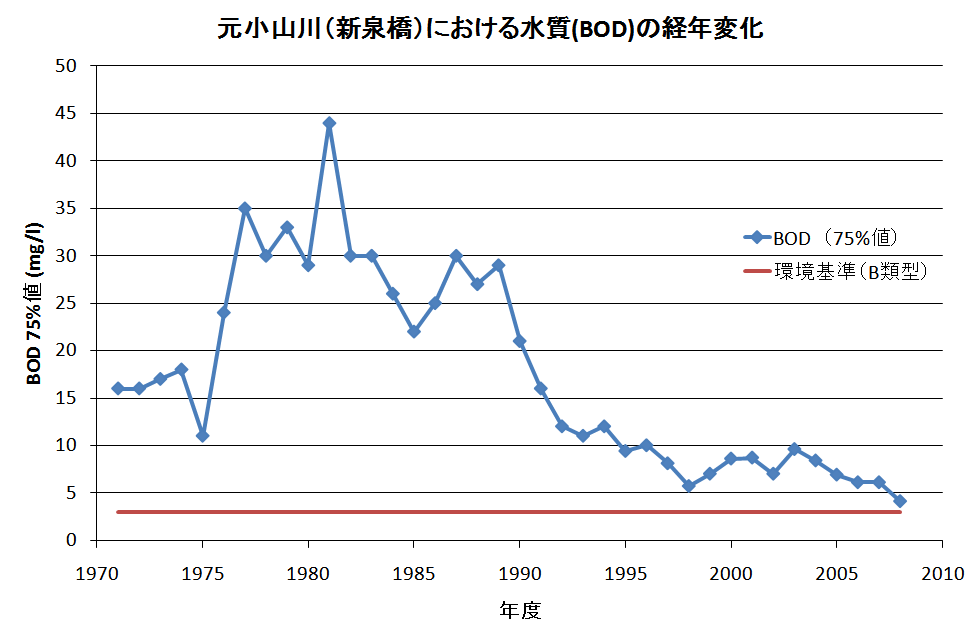
元小山川におけるBODの推移

かつては地下水が湧いていたためムサシトミヨ（湧水を好み、関東地方の限られた場所にしか生息しない魚）の生息する良好な環境状態であった。しかし流域の都市化が進むにつれ、未処理の生活排水の流入による水質悪化、湧水の枯渇による水量低下、更には生息魚種の減少といった課題を抱える河川になった。水質対策として1992年、水質汚濁防止法に基づく生活排水対策重点地域に指定された。加えて2002年度に第二期水環境改善緊急行動計画（清流ルネッサンスⅡ）の対象河川に指定されたことで、下水道の整備などの対策が進んでいる。清流ルネッサンス事業の一環として、2006年より元小山川の直上流に位置する御陣場川から河川環境用水が導入されている。近隣住民による清掃活動なども十数年来盛んに行われている。その結果、BODなどの水質が近年改善傾向にある（右図）。

## 橋
元小山川
- 樋越
- 新堀橋
- 名称不明
- 清万時橋（埼玉県道351号沼和田杉山線）
- 岡田橋
- 泉坂橋
- 五の橋[6]（国道17号）
- 花咲橋（人道橋）
- 湧泉橋
- 泉橋（国道462号）
- 新清水橋
- 新賀美橋
- 名称不明
- 名称不明（人道橋）
- 元小山橋（本庄駅前通り）
- 写塔橋（人道橋）
- 城下橋
- 城下橋旧橋（人道橋）
- 待合橋（埼玉県道31号本庄寄居線：十間通り）
- 花の木橋
- 三の橋（国道17号）
- 傍示堂橋
- 新泉橋（旧中山道） - 環境基準点「県道本庄妻沼線交差点」と同一（河川B類型、生物B類型）
- 鵜森橋
- ふれあい橋
- 八幡大橋
- 牧西橋[7]（埼玉県道45号本庄妻沼線）

旧元小山川
- 国道462号
- 清水橋[8]
- 若泉橋（人道橋）
- 名称不明
- 賀美橋 - 国の登録有形文化財。
- 寺坂橋 - 国の登録有形文化財で、埼玉県最古の石造アーチ橋（1889年竣工）[9]。賀美橋の旧橋に当たる。